# 郡山運転免許センター
郡山運転免許センター（こおりやまうんてんめんきょセンター）は、福島県警察が管理する運転免許試験場。福島県郡山市大槻町に所在する。1997年に開設された。

## 概要
- 学科試験
  - 受付日：月 - 金（祝日・振替休日・年末年始期間（12月29日 - 翌年1月3日）を除く）
  - 受付時間：8:30 - 9:00
- 更新手続
  - 受付日：月 - 金（祝日・振替休日・年末年始期間（12月29日 - 翌年1月3日）を除く）
  - 受付時間：8:30 - 9:30/13:00 - 14:00
- そのほかの手続
  - 再交付手続き
  - 記載事項変更届け
  - 国外免許手続き
  - 交通反則金納付

## 所在地
- 〒963-0201 郡山市大槻町字美女池上14-6

## 交通機関
- 郡山駅前より福島交通バス利用約35分 
  - 山根町・柴宮団地経由免許センター行
  - 市役所・柴宮経由免許センター行
- 会津乗合自動車（会津バス）によるシャトルバス「郡山免許センター直行うかる号」にて会津地方からのアクセスが可能。

## 周辺
- 東北自動車道郡山南インターチェンジ
- 郡山カルチャーパーク
- 尚志高等学校